# Qarah Āghāj Poshteh
Qarah Āghāj Poshteh (persiska: پُشتِۀ قَرِه آغاج, قره آغاج پشته, Poshteh-ye Qareh Āghāj) är en ort i Iran.   Den ligger i provinsen Ardabil, i den nordvästra delen av landet, 500 km nordväst om huvudstaden Teheran. Qarah Āghāj Poshteh ligger 1 133 meter över havet och antalet invånare är 445.
Terrängen runt Qarah Āghāj Poshteh är lite bergig.Runt Qarah Āghāj Poshteh är det ganska tätbefolkat, med 56 invånare per kvadratkilometer. Närmaste större samhälle är Vargahān, 13,5 km sydväst om Qarah Āghāj Poshteh. Trakten runt Qarah Āghāj Poshteh består i huvudsak av gräsmarker.